# Sida cristobaliana
Sida cristobaliana är en malvaväxtart som beskrevs av Antonio Krapovickas. Sida cristobaliana ingår i släktet sammetsmalvor, och familjen malvaväxter. Inga underarter finns listade i Catalogue of Life.